# Altenpflege (Messe)

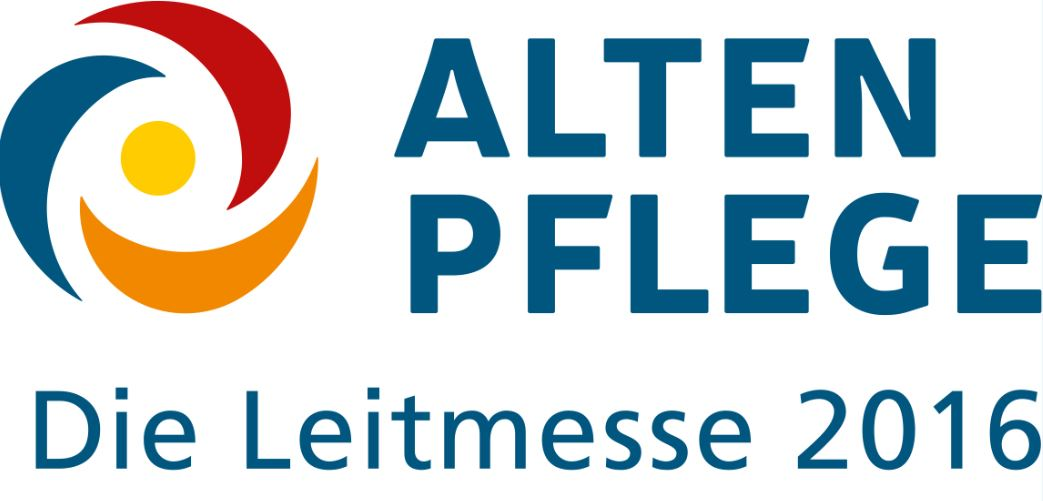
Logo zur Altenpflege-Messe 2016

Die Altenpflege (Eigenschreibweise ALTENPFLEGE, ehemals Altenpflege+ProPflege) ist eine Messe für Hersteller und Dienstleister im Bereich Altenpflege. Seit 1990 fand die Veranstaltung jährlich im Wechsel zwischen den Messeplätzen Nürnberg und Hannover statt. Im Jahr 2021 wurde der Standortwechsel der europäischen Leitmesse von Hannover nach Essen bekannt gegeben. In allen ungeraden Jahren ist die Altenpflege in Nürnberg, in allen geraden Jahren in Essen. Veranstalter der Fachmesse ist der Verlag Vincentz. Angeschlossen an die Messe Altenpflege findet seit 2016 der Fachkongress „Zukunftstag Altenpflege“ statt.

## Themen der Aussteller
Das Fachangebot der Altenpflege reicht von klassischen Pflegethemen bis hin zu neuen Lösungen rund um Pflege und Gesundheit; darunter:
- Pflege
- Arbeitswelten und Prozesse
- Therapie
- Ernährung
- Textil und Bekleidung
- Küche und Hauswirtschaft
- Raumeinrichtungen
- Gebäudetechnik
- Dienstleistungen, Facility Management
- Informations- und Kommunikationstechnik
- Organisation und Verwaltung
- Fachliteratur, Medien, Aus-, Fort- und Weiterbildung

## Aussteller- und Fachbesucherzahlen
In Hannover verzeichnete die Messe 2012 rund 650 Aussteller und 30.000 Fachbesucher. 2013 zählte die Altenpflege in Nürnberg rund 31.000 Fachbesucher und über 630 Aussteller, die zu der dreitägigen Veranstaltung anreisten. Die Netto-Ausstellungsfläche ist über 25.000 Quadratmeter groß. 2016 stellten rund 500 Firmen auf 50.000 Quadratmetern Fläche aus.

## Rahmenprogramm
Begleitet wird die dreitägige Fachmesse von einem Rahmenprogramm aus Vorträgen, Foren und Sonderschauen. Der Veranstalter verleiht den „Innovationspreis Altenpflege“ und den „Newcomer Innovationspreis Altenpflege“. Seit dem Jahr 2016 findet parallel zur Messe Altenpflege der Fachkongress „Zukunftstag ALTENPFLEGE“ statt.